# Floyd the Barber
«Floyd the Barber» es una canción de la banda de grunge Nirvana. Es la segunda canción del álbum Bleach, de 1989.
La canción fue escrita por Kurt Cobain (que aparece en los créditos como Kurdt Kobain). Fue grabada por primera vez como parte de un demo el día 23 de enero de 1988, con Dale Crover, de The Melvins, en la batería. El demo, que constaba de diez canciones, fue producido por Jack Endino por solo 152.44 dólares.
Durante las sesiones para Bleach, las tomas de «Floyd the Barber» con Chad Channing en batería no convencieron a Cobain lo suficiente. Entonces, la versión con Crover fue mezclada y añadida al álbum.
La canción es una violenta sátira del programa televisivo The Andy Griffith Show. En la letra, Cobain se imagina a sí mismo siendo torturado y asesinado por uno de los personajes.

## Otras versiones
- Una versión en vivo aparece en el box set With the Lights Out, lanzado en 2004. La misma versión aparece en Sliver: The Best of the Box, lanzado el 2005.